# ديزي بيتمان
ديزي بيتمان (بالإنجليزية: Daisy Bateman)‏ هي لاعبة كرة قدم أسترالية أسترالية، ولدت في 20 فبراير 2000.

## وصلات خارجية
- ديزي بيتمان على موقع AustralianFootball.com (الإنجليزية)